# Denis Dembele
Denis Dembele (9 september 1978) is een Ivoriaans voormalig voetbalscheidsrechter. Hij was in dienst van de CAF en de FIFA tussen 2009 en 2018.
Op 31 mei 2014 leidde hij zijn eerste interland, toen Guinee-Bissau met 3–1 won van de Centraal-Afrikaanse Republiek. Voor de thuisploeg scoorde Cícero Semedo tweemaal en door een eigen doelpunt van Fernander Kassaï ging Guinee-Bissau met een voorsprong van 3–0 de rust in. In de tweede helft tekende Josué Balamandji nog voor de laatste treffer van de wedstrijd. Tijdens dit duel hield Dembele zijn kaarten op zak. In 2017 werd hij door de CAF gekozen als scheidsrechter op het eindtoernooi voor de Afrika Cup. Ook leidde hij wedstrijden in de kwalificatiereeks voor het wereldkampioenschap van 2018.

## Interlands
| Datum            | Plaats                         | Wedstrijd                          | Uitslag | Competitie           | Kreeg geel | Kreeg voor de tweede keer geel en dus rood | Weggestuurd |
| ---------------- | ------------------------------ | ---------------------------------- | ------- | -------------------- | ---------- | ------------------------------------------ | ----------- |
| 31 mei 2014      | Bissau, Guinee-Bissau          | Guinee-Bissau – Centr.-Afrik. Rep. | 3 – 1   | AK 2015 kwalificatie | 0          | 0                                          | 0           |
| 15 november 2014 | Praia, Kaapverdië              | Kaapverdië – Niger                 | 3 – 1   | AK 2015 kwalificatie | 3          | 0                                          | 0           |
| 14 juni 2015     | Lomé, Togo                     | Togo – Liberia                     | 2 – 1   | AK 2017 kwalificatie | 1          | 0                                          | 0           |
| 17 oktober 2015  | Bamako, Mali                   | Guinee – Senegal                   | 2 – 0   | Vriendschappelijk    | 0          | 0                                          | 0           |
| 13 november 2015 | Nairobi, Kenia                 | Kenia – Kaapverdië                 | 1 – 0   | WK 2018 kwalificatie | 4          | 0                                          | 0           |
| 21 januari 2016  | Butare, Rwanda                 | Kameroen – Ethiopië                | 0 – 0   | Vriendschappelijk    | 2          | 0                                          | 0           |
| 25 maart 2016    | Blida, Algerije                | Mali – Equatoriaal-Guinea          | 1 – 0   | AK 2017 kwalificatie | 7          | 0                                          | 0           |
| 4 juni 2016      | Bakau, Gambia                  | Gambia – Zuid-Afrika               | 0 – 4   | AK 2017 kwalificatie | 0          | 0                                          | 0           |
| 9 oktober 2016   | Brazzaville, Congo-Brazzaville | Congo-Brazzaville – Egypte         | 1 – 2   | WK 2018 kwalificatie | 2          | 0                                          | 0           |
| 26 december 2016 | Abidjan, Ivoorkust             | Ivoorkust – Zimbabwe               | 0 – 0   | Vriendschappelijk    | 3          | 0                                          | 0           |
| 23 januari 2017  | Libreville, Gabon              | Zimbabwe – Tunesië                 | 2 – 4   | AK 2017              | 4          | 0                                          | 0           |
| 10 juni 2017     | Lilongwe, Malawi               | Malawi – Comoren                   | 1 – 0   | AK 2019 kwalificatie | 2          | 0                                          | 0           |